# Perfluoroisobutene
Il perfluoroisobutene (PFIB) è un gas incolore, sottoprodotto industriale derivante dal processo di sintesi del tetrafluoroetilene e del perfluoropropene. Esso è presente anche come sottoprodotto della pirolisi del tetrafluoroetilene per produrre perfluoropropene.
Dal punto di vista chimico è un elettrofilo molto forte.  Questo comportamento è dovuto all'effetto elettron-attrattore degli atomi di fluoro.

## Sintesi
Il processo di sintesi del tetrafluoroetilene è la pirolisi del monoclorodifluorometano. Durante questo processo si formano tracce di difluorocarbene, il quale reagisce ulteriormente formando perfluoropropano e PFIB .
{\displaystyle {\ce {CHClF2 -> CF2:}}}
{\displaystyle {\ce {2 CF2: -> CF2=CF2}}}
{\displaystyle {\ce {CF2: + CF2=CF2 -> CF2=CF-CF3}}}
{\displaystyle {\ce {CF2: + CF2=CF-CF3 -> (CF3)2C=CF2}}}
Il PFIB è presente anche nei gas derivanti dalla decomposizione termica del PTFE a temperature maggiori di 425 °C  Ovvero è presente nei gas che si sviluppano durante il surriscaldamento delle padelle ricoperte di PTFE (o Teflon).
In un supercomputer Cray-2 del Lawrence Livermore National Laboratory il Fluorinert (sebbene ritenuto inerte) ha sviluppato Perfluoroisobutene 

## Tossicologia
Il PFIB ha un TLV-C pari a 0,01 ppm. È un gas estremamente tossico e reattivo. A contatto con l'acqua libera fluoruro di carbonile. L'inalazione di questa sostanza in concentrazione superiore ai limiti può portare all'edema polmonare. I sintomi dell'intossicazione possono apparire a distanza di ore dall'esposizione.
A causa della sua altissima tossicità è stato classificato nel secondo livello della convenzione sulle armi chimiche: sostanza che può essere usata per fabbricare armi chimiche o come arma chimica essa stessa.